# Hypodynerus cerberus
Hypodynerus cerberus är en stekelart som beskrevs av Joseph Charles Bequaert och Ruiz. Hypodynerus cerberus ingår i släktet Hypodynerus och familjen Eumenidae. Inga underarter finns listade i Catalogue of Life.